# Sobralia hawkesii
Sobralia hawkesii là một loài thực vật có hoa trong họ Lan. Loài này được A.H.Heller miêu tả khoa học đầu tiên năm 1966.